# Aspicolpus
Aspicolpus is een geslacht van insecten uit de orde vliesvleugeligen (Hymenoptera) en de familie schildwespen (Braconidae).

## Soorten
- A. borealis (Thomson, 1892)
- A. carinator (Nees, 1812)
- A. clarus Brues, 1933
- A. clipealis (Tobias, 1967)
- A. dissimilis (Nees, 1834)
- A. erythrogaster (Tobias, 1967)
- A. eximius (Shestakov, 1940)
- A. fraternus Brues, 1933
- A. grandior Brues, 1926
- A. helveticus (Haller, 1885)
- A. hudsoni Turner, 1922
- A. jozanus (Watanabe, 1931)
- A. longicornis Statz, 1936
- A. minor Belokobylskij & Ku, 1998
- A. moniliformis Brues, 1933
- A. odontonotum (Tobias, 1967)
- A. penetrator (Smith, 1878)
- A. perditellus Brues, 1933
- A. pictipennis Brues, 1926
- A. punctus Chou & Hsu, 1998
- A. riggenbachi (Szepligeti, 1914)
- A. rugosus Chou & Hsu, 1998
- A. sibiricus (Fahringer, 1934)
- A. similis Brues, 1933
- A. udaegae Belokobylskij, 1993
- A. vernalis Belokobylskij, 1990